# Anipemza
Anipemza (in armeno Անիպեմզա?), anche Ani Pemza, è un comune di 523 abitanti (2010) della provincia di Shirak in Armenia. Sorge lungo la sponda del fiume Akhurian che segna il confine con la Turchia, in una zona prevalentemente pianeggiante nell'estremo nord ovest dell'Armenia. Il villaggio è strettamente connesso con l'antica capitale armena di Ani, ora appartenente al territorio turco.
Anipemza è conosciuta soprattutto per le rovine della basilica di Ereruyk risalenti al 4º-5º secolo. Vicino al villaggio è presente un'industria di materiali edilizi, in particolare pomice, tufo e andesite.

## Popolazione
| Year | 1831 | 1873 | 1931 | 1959 | 1972 | 1979 | 2001 | 2004 |
| Pop. | 647  | 2359 | 529  | 1119 | 710  | 558  | 349  | 405  |

Gli uomini risultano essere il 49% della popolazione e le donne il 51%. I bambini sono il 32%, coloro che sono abili al lavoro 53% e gli adulti 15%. La maggior parte degli abitanti lavorano stagionalmente nelle miniere e si dedicano all'agricoltura e all'allevamento.

## Geografia fisica

### Clima
Il clima del villaggio è temperato, con inverni lunghi e freddi con una costante copertura nevosa ed estati calde e umide. Le precipitazioni annuali raggiungono i 500/600 mm. La temperatura massima estiva è di 30 °C e la minima invernale di -20 °C. Le nevicate annuali raggiungono i 450mm.

## Origini del villaggio
Il primo insediamento venne realizzato dai principi Kamsarakan nel IV secolo d.C. e tuttora sono presenti tracce evidenti dello stesso unitamente all'imponente basilica di Ereruyk i cui resti si stagliano sull'altopiano.

## Il nuovo villaggio di Ani Pemza
Tra il 1916 e il 1920 Anipemza accolse gli orfani del genocidio armeno del 1915 e fu colonia penale per i dissidenti del regime sovietico in Armenia (gli occupanti erano costretti ai lavori forzati). Anipemza è una delle prime città industriali realizzate durante il periodo sovietico. Si tramanda oralmente che negli anni Venti il celebre architetto armeno Aleksandr Tamanian progettò un nuovo insediamento abitativo destinato alle famiglie dei lavoratori dell'industria e della cava lì realizzati poco prima. Documenti che confermino l'intervento progettuale di Tamanian non sono ancora stati rintracciati. La costruzione del villaggio cominciò nel 1926 e in breve tempo vennero alla luce dieci pregevoli edifici residenziali, una scuola e altri edifici pubblici. La realizzazione del complesso edilizio venne completata nel 1936 quando la fabbrica contava un maggior numero di lavoratori e specialisti.
Il salario per un minatore era molto alto e in quel periodo c'era molto lavoro, si caricavano fino a un centinaio di vagoni con materiale edilizio proveniente dalla cava del villaggio (in quegli anni il villaggio era collegato con il resto del territorio grazie alla ferrovia che fermava accanto all'industria). Molti abitanti dei villaggi vicini si spostavano ad Anipemza per lavoro. La cittadina in quel periodo era molto ricca.
Il villaggio era dotato di molti servizi: un ospedale, una farmacia, giardini pubblici, una biblioteca, una casa della cultura e un cine-teatro, un hotel (ora trasformato in edificio residenziale).
Nel villaggio era presente inoltre un campo per i lavori forzati destinato ai dissidenti armeni. I prigionieri non avevano alcuna possibilità di contatto con le altre persone e vivevano nell'edificio di fronte alla casa della cultura.
Nel periodo sovietico il villaggio era protetto ma non ebbe mai una recinzione. L'ingresso agli esterni era possibile solamente con un permesso speciale fino al 1985. In quegli anni la popolazione era così numerosa rispetto alle dotazioni del villaggio che spesso in un singolo appartamento vivevano più famiglie (circa una per stanza).
Con la chiusura della cava nel 1994, il complesso cominciò progressivamente a svuotarsi, a perdere la sua vitalità e inevitabilmente a deteriorarsi. Nella zona vivono ancora alcune centinaia di persone ma il complesso di Ani Pemza è ormai pressoché abbandonato.

## Il progetto di salvaguardia di Ani Pemza
Anipemza è stata inserita tra i Patrimoni dell'UNESCO per la sua importanza sociologica, culturale, urbana e architettonica e nel 2016 il sito è stato inserito nel progetto di salvaguardia dell'organizzazione Europa Nostra unitamente alla basilica di Ereruyk.